# Sebastian Spence
Sebastian Spence, né le 9 décembre 1969 à Saint-Jean de Terre-Neuve (Canada), est un acteur canadien. Il est connu pour avoir interprété le personnage de Cade Forster dans la série télévisée First Wave.

## Biographie
Il est le fils des deux dramaturges Michael Cook et Janis Spence, cette dernière étant également actrice. Il a une sœur aînée, Sarah, une sœur cadette, Perdita, et un frère cadet, Fergus, qui lui aussi a écrit pour First Wave. Par ailleurs son père avait eu huit autres enfants, garçons et filles, avant de quitter l'Angleterre, mais Spence ne les a pas encore rencontrés.
Il a tenu le rôle de Rick Ryder dans la série télévisée canadienne Sophie. Il y est l'ancien compagnon et l'ancien associé de Sophie, interprétée par Natalie Brown.

## Filmographie

### Au cinéma
- 2006 : A Bug and a Bag of Weed

### À la télévision
- 1996 : X-Files, saison 4 (épisode La Meute) : l'adjoint Barney Paster
- 1999 : Le justicier reprend les armes  (Family of Cops III: Under Suspicion)
- 2003 : Crime passionnel (A Crime of Passion)
- 2004 : L'Étoile de Noël (Eve's chrismas)
- 2004 : Stargate SG-1 : Delek
- 2005 : Amour et préméditation (Criminal Intent)
- 2005 : Supernatural : L'assistant du démon Meg  (saison 1 épisode 21)
- 2005 : Cerberus : Jake Addams
- 2005 : Cyclone Catégorie 7 : Tempête mondiale de Dick Lowry : Gavin Carr
- 2006 : Au rythme de mon cœur (The Obsession)
- 2008 : Tornades sur New York (NYC : Tornado Terror) de Tibor Takács  : James « Jim » Lawrence
- 2011 : L'Amour face au danger (Crash Site: A Family in Danger)
- 2013 : Mauvaise influence (A Mother's Nightmare)
- 2013 : Tornades de pierres (Stonados)
- 2014 : Un œil sur mon bébé (Stolen from the Womb) : Rob King
- 2017 : Quelques milliards pour une veuve noire (Deadly Attraction) de George Erschbamer : Docteur Dance

## Source
- (en) Cet article est partiellement ou en totalité issu de l’article de Wikipédia en anglais intitulé « Sebastian Spence » (voir la liste des auteurs).